# Ludwigshafen am Rhein (F 264)
Ludwigshafen am Rhein é uma corveta alemã de mísseis guiados, da classe Braunschweig da Marinha Alemã, sendo o quinto navio da classe.

## Desenvolvimento
A classe Braunschweig (também chamada Korvette 130) é a mais nova classe de corvetas de longo alcance da Alemanha. Cinco navios substituíram as lanchas rápidas da classe Gepard na Marinha Alemã.
Essas corvetas contam com assinaturas radar e infravermelha reduzidas ("stealth"), ainda mais avançadas que as da classe de fragatas Sachsen, e serão equipadas com dois VANTs helicópteros UMS Skeldar V-200 para reconhecimento remoto. O hangar é pequeno demais para helicópteros padrão, mas o convoo pode receber Sea King, Lynx e NH-90 da Marinha Alemã.
A Marinha Alemã encomendou antecipadamente os mísseis antinavio RBS-15 Mk4, versão futura do Mk3 com alcance estendido — 400 km — e sensor duplo para maior resistência a contramedidas eletrônicas. O RBS-15 Mk3 já tem capacidade de engajar alvos terrestres.
Em outubro de 2016, o governo alemão anunciou a compra de um segundo lote com mais cinco corvetas entre 2022 e 2025. A decisão atendeu exigências da OTAN para que a Alemanha fornecesse quatro corvetas com alto nível de prontidão para operações litorâneas até 2018. Com apenas cinco navios na época, só dois poderiam ser mantidos prontos simultaneamente.

## Construção e carreira
A corveta Ludwigshafen am Rhein foi construída no estaleiro Lürssen, em Hamburgo, com sua quilha batida em 14 de abril de 2006. O batismo e o lançamento ao mar ocorreram em 26 de setembro de 2007, em Hamburgo. Durante os testes de mar, foram identificadas falhas no sistema de acoplamento, o que atrasou sua entrega e adiou a entrada em serviço, originalmente prevista para 2009. Em 5 de junho de 2012, durante nova fase de testes, a embarcação perdeu uma âncora após à deriva nas proximidades de Wilhelmshaven. No mês seguinte, um vazamento de formaldeído foi detectado na casa de máquinas.
A Ludwigshafen am Rhein foi finalmente incorporada à Marinha Alemã em 21 de março de 2013, com base no porto de Rostock e subordinada ao 1.º Esquadrão de Corvetas, operando a partir da base naval de Warnemünde.
Em 26 de agosto de 2020, participou de um exercício de reboque (TOWEX) com a corveta indonésia KRI Sultan Hasanuddin.
Já em 17 de outubro de 2024, enquanto operava ao largo de Naqoura, no Líbano, em apoio à missão da UNIFIL, neutralizou um drone hostil lançado a partir do sul do país.